# Lipsk
Lipsk nebo Lipsk nad Biebrzą (litevsky Liepinė) je město v okrese Augustov v Podleském vojvodství na severovýchodě Polska. V roce 2019 zde žilo přibližně 2 400 obyvatel. 